# Выжары (Могилёвская область)
Выжары́ — деревня в Боровицком сельсовете Кировского района Могилёвской области Белоруссии.
Название деревни происходит от слова «выжар», которое означает горелое место.
Известна с начала XX века в Кочерецкой волости Бобруйского уезда Минской губернии.
На 1 января 2017 года в деревне насчитывалось 29 хозяйств, в которых проживало 47 жителей.